# Машево (гміна, Голеньовський повіт)
Гміна Машево (пол. Gmina Maszewo) — місько-сільська гміна у північно-західній Польщі. Належить до Голеньовського повіту Західнопоморського воєводства.
Станом на 31 грудня 2011 у гміні проживало 8661 особа.

## Територія
Згідно з даними за 2007 рік площа гміни становила 210.51 км², у тому числі:
- орні землі: 74.00%
- ліси: 17.00%

Таким чином, площа гміни становить 13.02% площі повіту.

## Населення
Станом на 31 грудня 2011:
| Опис     | Загалом | Загалом | Чоловіки | Чоловіки | Жінки | Жінки |
| -------- | ------- | ------- | -------- | -------- | ----- | ----- |
| одиниця  | осіб    | %       | осіб     | %        | осіб  | %     |
| все      | 8661    | 100     | 4346     | 50.18    | 4315  | 49.82 |
| міське   | 3310    | 100     | 1580     | 47.73    | 1730  | 52.27 |
| сільське | 5351    | 100     | 2766     | 51.69    | 2585  | 48.31 |

## Сусідні гміни
Гміна Машево межує з такими гмінами: Голенюв, Добра, Новогард, Осіна, Стара Домброва, Старгард-Щецинський, Хоцивель.